# Acacia langsdorfii
Acacia langsdorfii är en ärtväxtart som beskrevs av George Bentham. Acacia langsdorfii ingår i släktet akacior, och familjen ärtväxter.

## Underarter
Arten delas in i följande underarter:
- A. l. armata
- A. l. langsdorfii